# Rein Aun
Rein Aun (in russo Рейн Янович Аун?, Rejn Janovič Aun; Tallinn, 5 ottobre 1940 – Tallinn, 11 marzo 1995) è stato un multiplista sovietico, vincitore della medaglia d'argento nel decathlon ai Giochi olimpici di Tokyo 1964.

## Biografia
Aun nacque in una famiglia estone di 6 figli e perse il padre all'età di 13 anni. Nel 1955 si iscrisse ad una scuola sportiva dove si avvicinò dapprima alla corsa di lunga distanza per poi approdare al decathlon nel 1957. A 18 anni vinse con la sua squadra il campionato estone di pallavolo, ma furono i successi dell'atletica a risaltare maggiormente e a farlo entrare nella nazionale sovietica nel 1959.
Fu campione di numerose competizioni atletiche in Estonia per tutto il decennio 1960-69, periodo in cui studiò a Tartu allenato da Fred Kudu. Partecipò ai Giochi olimpici di Tokyo 1964 come decatleta classificandosi secondo e conquistando la medaglia d'argento con 7 842 punti, a 45 punti dalla medaglia d'oro vinta da Willi Holdorf. Divenne campione sovietico di decathlon nel 1967 e nel 1968 e prese parte all'edizione di quell'anno dei Giochi estivi a Città del Messico 1968 non portando però a termine la gara. Nel 1968 raggiunse migliorò record personale durante una manifestazione nazionale a Leninakan.
Ritiratosi dalle competizioni nel 1971, divenne allenatore e segretario generale dell'Associazione Atletica Estone. Aun è morto per delle complicazioni dovute ad una febbre nel 1995.

## Palmarès
| Anno | Manifestazione  | Sede  | Evento    | Risultato | Prestazione | Note |
| ---- | --------------- | ----- | --------- | --------- | ----------- | ---- |
| 1964 | Giochi olimpici | Tokyo | Decathlon | Argento   | 7 842 p.    |      |